# Silent Service
Silent Service is een duikbootsimulatiespel voor de computer bedacht en gemaakt door Sid Meier, die toen werkzaam was bij het bedrijf MicroProse. Het spel kwam in 1985 op de markt.

## Platforms
| Jaar | Platform                                            |
| ---- | --------------------------------------------------- |
| 1985 | Apple II, Atari 8-bit, Commodore 64, DOS, PC Booter |
| 1986 | Amiga, Amstrad CPC, Atari ST, ZX Spectrum           |
| 1987 | Apple IIgs, Thomson TO                              |
| 1989 | NES, PC-98                                          |

## Ontvangst
| Beoordeeld door                      | Platform     | Datum         | Score |
| ------------------------------------ | ------------ | ------------- | ----- |
| Zzap! (Italy)                        | Commodore 64 | mei 1986      | 88%   |
| Happy Computer                       | Atari ST     | 1986          | 83%   |
| Tilt                                 | PC Booter    | december 1986 | 83%   |
| Tilt                                 | DOS          | december 1986 | 83%   |
| Mean Machines                        | NES          | oktober 1990  | 82%   |
| Joker Verlag präsentiert: Sonderheft | Amiga        | 1990          | 81%   |
| Joker Verlag präsentiert: Sonderheft | DOS          | 1990          | 68%   |
| Computer Gaming World (CGW)          | Apple IIgs   | december 1991 | 40%   |
| Computer Gaming World (CGW)          | Amiga        | december 1991 | 40%   |
| Computer Gaming World (CGW)          | Apple II     | december 1991 | 40%   |